# Kawanhalli, Gulbarga
Kawanhalli là một làng thuộc tehsil Gulbarga, huyện Gulbarga, bang Karnataka, Ấn Độ.